# Marcelo Chávez Velásquez
Marcelo Omar Chávez Velásquez (Valparaíso, 19 de febrero de 1975) es un abogado y político chileno, perteneciente al Partido Demócrata Cristiano (PDC). Desde 2014 se desempeñó como diputado por las comunas de Coronel, Tomé, Penco, Hualqui, Santa Juana y Florida, hasta marzo de 2018.

## Biografía
Nació el 19 de febrero de 1975, en Valparaíso. Hijo de Germán Chávez Prado y Consuelo del Carmen Velásquez Riffo.
Cursó la educación media en el Colegio Winterhill de Viña del Mar. Estudió Derecho en la Facultad de Ciencias Jurídicas y Sociales de la Universidad Católica de la Santísima Concepción (UCSC), obteniendo el grado de Licenciado en Derecho. Desarrolló la memoria Historia de la ley nº19.934 sobre rentas vitalicias: fundamentos y modificaciones introducidas.
En 2002 fue becado por el Banco Interamericano de Desarrollo (BID) para realizar un curso de liderazgo en Washington D. C., Estados Unidos.
En 2004 fue invitado por la Fundación para el Análisis y Estrategias Sociales a una pasantía en Madrid, España.
En 2004 la revista El Sábado del Diario El Mercurio lo eligió como unos de los líderes jóvenes del año.
En el año 2018 curso estudios de posgrado en Derecho de los Sectores Regulados en la Universidad Carlos III de Madrid, España. Realizó su trabajo final de máster (TFM) en la Experiencia regulatoria de las Fintech. Visión comparada UE-España/Chile

## Carrera política
Militante del Movimiento Social Cristiano desde los 14 años.
Comenzó su vínculo con la política siendo dirigente estudiantil en su época de secundario. Posteriormente, mientras era estudiante universitario, fue secretario general y vicepresidente de la Federación de Estudiantes de la UCSC.
Una vez egresado, en el año 2001, se desempeñó laboralmente en la Subsecretaría del Trabajo en el gabinete del subsecretario Yerko Ljubetic Godoy.
El año 2002 fue nombrado consejero regional de la Región del Biobío, cargo en el que asumió la presidencia de la Comisión Fomento y Desarrollo Productivo, y de la Comisión de Relaciones Internacionales; también jefe de bancada de los consejeros regionales DC. Luego de 10 años como consejero regional, renunció en noviembre de 2012 para dedicarse a su campaña parlamentaria.
A nivel de cargos en el PDC, fue presidente nacional de Juventud Demócrata Cristiana (JDC) en el periodo comprendido entre los años 2003 y 2006.
En el ámbito internacional, el año 2005 fue elegido presidente de las Juventudes de la Organización Demócrata Cristiana de América (Jodca), dictando conferencias de liderazgo a jóvenes con inquietudes políticas en México, Venezuela, Costa Rica, Bolivia, Paraguay, entre otros países.
En la campaña electoral presidencial del año 2005 trabajó en el equipo de programa del área joven del comando de Michelle Bachelet Jeria.
En las elecciones de diciembre de 2013, resultó elegido como diputado por el Distrito N.° 45 correspondiente a las comunas de Coronel, Tomé, Penco, Hualqui, Santa Juana y Florida (periodo legislativo 2014-2018), en el sistema binominal. Fue integrante de las Comisiones Permanentes de Medio Ambiente y Recursos Naturales; y Gobierno Interior, Nacionalidad, Ciudadanía y Regionalización.

## Historial electoral

### Elecciones parlamentarias de 2013
- Elecciones parlamentarias de 2013 a Diputado por el distrito 45 (Coronel, Florida, Hualqui, Penco, Santa Juana y Tomé)[2]

### Elecciones parlamentarias de 2017
- Elecciones parlamentarias de 2017 a Diputados por el distrito 20 (Chiguayante, Concepción, Coronel, Florida, Hualpén, Hualqui, Penco, San Pedro de la Paz, Santa Juana, Talcahuano y Tomé)[3]